# キャサリン・ラングフォード
キャサリン・ラングフォード（Katherine Langford、1996年4月29日 - ）は、オーストラリアの女優。

## 生い立ち
オーストラリアのパースで生まれる。両親ともに医師で、父はロイヤル・フライング・ドクター・サービスのメディカルサービス・ディレクター。妹のジョセフィンも同じく女優。
パース市内の共学の公立高校パース・モダンスクール在学中に演劇や音楽、特に水泳に打ち込む。2014年に卒業後、パースのプリンシパル・アカデミー・ダンス&シアターアーツやシドニーのオーストラリア国立演劇学院で演技を学ぶ。

## キャリア
オーストラリアの2本のインディペンデント短編映画『Imperfect Quadrant』や『Daughter』、オーストラリアのインディペンデント映画『The Misguided』の出演を経たあと米国に渡り、2017年にネットフリックス配信のドラマシリーズ『13の理由』のハンナ・ベイカー役に抜擢された。同作品は高く評価され、第75回ゴールデングローブ賞のドラマ部門の主演女優賞にノミネートされた。
2016年12月にウィリアム・モリス・エンデヴァー・エンターテイメントと契約。

## フィルモグラフィ

### 長編映画
| 年   | 邦題/原題                                        | 役名                         | 備考           |
| ---- | ------------------------------------------------ | ---------------------------- | -------------- |
| 2018 | The Misguided                                    | Vesna                        |                |
| 2018 | Love, サイモン 17歳の告白 Love, Simon            | リア・バーク                 |                |
| 2019 | アベンジャーズ/エンドゲーム Avengers: Endgame    | モーガン・スターク（10代）   | 出演シーン削除 |
| 2019 | ナイブズ・アウト/名探偵と刃の館の秘密 Knives Out | メーガン・“メグ”・スロンビー |                |
| 2020 | スポンティニアス Spontaneous                     | マーラ・カーライル           |                |

### テレビシリーズ
| 年        | 邦題/原題                    | 役名             | 備考        |
| --------- | ---------------------------- | ---------------- | ----------- |
| 2017-2018 | 13の理由 13reasonswhy        | ハンナ・ベイカー | Netflix配信 |
| 2018      | ロボットチキン Robot Chicken | Steffy           | 声の出演    |
| 2020      | ニミュエ 選ばれし少女 Cursed | ニミュエ         | 主演        |

### 短編映画
| 年   | 邦題/原題            | 役名            | 備考 |
| ---- | -------------------- | --------------- | ---- |
| 2015 | Story of Miss Oxygen | The Doll Chaser |      |
| 2015 | Daughter             | Scarlett        |      |
| 2016 | Imperfect Quadrant   | Ruby            |      |